# さいたまブロンコスの選手一覧
さいたまブロンコスの選手一覧は、さいたまブロンコスに所属している選手・スタッフの一覧。

## 選手とスタッフ
| 記号説明 |                           |  |                           |
|          | チームキャプテン          |  | (C) オフコートキャプテン  |
|          | 故障者                    |  | (+) シーズン途中契約      |
|          | (S) 出場停止              |  | (帰) 帰化選手             |
|          | (ア) アジア特別枠選手     |  | (申) 帰化申請中選手（B3） |
|          | (特) 特別指定選手         |  | (留) 留学実績選手（B3）   |
|          | (育) ユース育成特別枠選手 |  | (U) U22枠選手             |

公式サイト
| - ロースター - スタッツ - 故障者リスト | - 選手契約登録規程 B1.B2 / B3 - FA選手リスト |

## 歴代ヘッドコーチ
- 澤田司(〜2000年)
- 東野智弥(2000年〜2001年)
- 高橋勉(2001年〜2002年)
- 三木力雄(2002年〜2005年)
- チャールズ・ジョンソン(2005年〜2006年)
- 山根謙二(2006年〜2007年)
- デービッド・ベンワー(2007年〜2009年)
- 福島雅人(2009年〜2010年)
- ボブ・ナッシュ(2010年〜2011年)
- ディーン・マーレイ(2011年)
- ナタリー・ナカセ(2011年〜2012年)
- トレイシー・ウィリアムズ(2012年〜2013年)
- 石橋貴俊(2013年〜2014年)
- 下地一明（2014年 - 2015年）
- 小野寺龍太郎（2015年 - 2016年）

## 過去の所属選手

### bjリーグ参戦前
- 藤井正充（〜1998年）
- 望月崇生（〜1998年）
- 松野哲也（〜1999年）
- 澤田稔裕（〜1999年）
- 鈴木克彦(1997年〜1999年)
- モーゼス・スカーリー（1997年〜1999年）
- 山根謙二(1989年〜2000年)
- 高橋勉(1997年〜2000年)
- 川松一秀(1999年〜2000年)
- 小畠敏治(1990年〜2001年)
- 北村良(1992年〜2001年)
- 大脇秀隆(1993年〜2001年)
- 森一誠(1999年〜2001年)
- レジー・ポール(1999年〜2001年)
- 稲野辺聡(1999年〜2001年)
- 財前統誉士(1999年〜2001年)
- 小林真也(1995年〜2002年)
- 新城大助(2000年〜2002年)
- 三ツ橋八十誉(1999年〜2002年)
- 大脇博光(2001年〜2002年)
- チャールズ・ジョンソン(1996年〜2003年)
- コーリー・ルイス(年〜2003年)
- 田中修二(2001年〜2003年)
- 小野寺龍太郎(2001年〜2003年)
- 中原壮謙(2001年〜2003年)
- 廣江威典(2002年〜2003年)
- 町田辰也(2002年〜2003年)
- 安田邦春(2002年〜2003年)
- 大住亘(1995年〜2004年)
- 池田和則(2000年〜2004年)
- 村上哲也(2000年〜2004年)
- 吉田修久(2002年〜2004年)
- 松下孝行(2003年〜2004年)
- 河相智志(2003年〜2004年)
- 中陽平(2003年〜2004年)
- 江黒大樹(2001年〜2005年)
- 松藤貴秋(2002年〜2005年、現中京大学コーチ)
- 岡田卓也(2002年〜2005年)
- 村田竜一(2003年〜2005年)
- 柴田雅也(2003年〜2005年)
- 倉澤健二(2003年〜2005年)
- 小山田智久(2004年〜2005年)
- 田中敬(2004年〜2005年)
- 渡邉雄吾(2004年〜2005年)
- ジェローン・ドッド(2004年〜2005年)
- 菅野芳也(2004年〜2005年)

### bjリーグ参戦後
- イナック・デービス(2005年〜2006年)
- 中西恒彦(2004年〜2006年)
- デービッド・ベンワー(2005年〜2007年)
- 青野和人(2005年〜2007年、現リンク栃木ブレックスアシスタントコーチ)
- マーカス・トニーエル(2005年〜2007年)
- 長谷川聖(2005年〜2007年)
- 安齋竜三(2005年〜2007年、現リンク栃木ブレックス)
- 清水耕介(2005年〜2007年)
- 原一希(2005年〜2008年)
- 堀川竜一(2005年〜2008年)
- アンドリュー・フィーリー(2006年〜2008年)
- ゴードン・ジェームス(2006年〜2008年)
- 村上和之(2006年〜2008年)
- マーマドゥ・ディオウフ(2007年〜2008年)
- ジェームス・デービス(2007年〜2008年)
- 酒井ローレンス・アーロン(2007年〜2008年)
- 安藤毅(2003年〜2009年)
- 庄司和広(2006年〜2009年)
- ダリル・ヘップバーン(2008年〜2009年)
- レジー・ウォーレン(2008年〜2009年)
- 浅野崇史(2008年〜2009年)
- 稲垣敦(2008年〜2009年)
- 高橋昌史(2008年〜2009年)
- ユェン・オースティン・リー(2008年〜2009年)
- アイザック・ソジャナー(2003年〜2004年、2008年〜2009年)
- アントワン・ブロキシー(2008年〜2009年)
- スティーブ・ホーン(2008年〜2009年)
- 清水太志郎(2005年〜2010年)
- マリオ・ジョインター（2009年〜2010年）
- カービー・レモンズ(2003年～2005年、2010年)
- テレンス・ウッドヤード（2009年～2010年）
- 米本聡（2009年～2010年）
- テレンス・ロバーツ（2009年～2010年）
- アンドリュー・アーノルド（2009年～2010年）
- ケバーナ・ベックルズ(2009年〜2010年)
- 波多野和也(2009年〜2011年)
- 宍戸治一(2009年〜2011年)
- ジョージ・リーチ(2010年〜2011年)
- ゴードン・クライバー(2010年〜2011年)
- ボビー・ナッシュ(2010年〜2011年)
- ブルース・ブラウン(2010年〜2011年)
- ゲイブリエル・ヒューズ(2011年）
- ナシード・ビアード(2011年）
- 寺下太基(2008年〜2012年)
- 新井靖明(2009年〜2012年)
- ケニー・サターフィールド(2010年〜2012年)
- 牧ダレン聡（2011年〜2012年）
- ジェイミー・ミラー（2011年〜2012年）
- ジョン・フラワーズ（2011年〜2012年）
- ジェームス・ポーター（2011年〜2012年）
- 庄司顕人（2011年〜2012年）
- 佐々木優希（2012年〜2018年）
- マイケル・ジョイナー（2012年）
- ランディ・オアー（2012年）
- アントワン・スコット（2012年）
- 大内悟（2012年）
- 山城拓馬（2012年〜2013年）
- 北向由樹（2008年〜2013年）
- 八幡幸助（2012年〜2013年）
- デミオン・ベーカー（2012年〜2013年）
- 福田幹也（2012年〜2013年）
- セオ・リトル（2013）
- 石井秀生（2012-2014）
- 三澤貴弘（2013-2014）
- 黒岩元希（2011-2014）
- マイケル・ジョイナー（2013-2014）
- 板倉令奈（2013-2014）
- 小野寺恵介（2013-2014）
- 山崎稜（2013-2014）
- 原口真英（2011-2014）
- アンワー・ファーガソン（英語版）（2013-2014）
- ジョン・ハンフリー（2011-2014）
- マーク・ドーソン（2013-2014）
- ジョン・イーケイ（2014）
- マルコ・チューキッチュ（2014）
- エリ・スチュワート（2014-2015）
- ブライアン・オーモン（2014-2015）
- 原毅人（2014-2015）
- 杉山直也（2014-2015）
- 伊戸重樹（2014-2015）
- 桝本純也（2013-2015）
- 大塚俊（2014-2015）
- 高田慶太（2015）
- 永田晃司（2014-2015）
- ゲイリー・ジョンソン（2014-2015）
- ニカ・ウィリアムズ（2012-2013,2014-2015）
- エルハジ・ジェイゲン（2015）
- デュボーン・マックスウェル（2015）
- ポール・ビュートラック（2015）
- 井上聡人（2015-2016）
- セス・ターバー（2015-2016）
- エドワード・モリス（2016）
- エヴァン・ハリス（2015-2016）
- 問雅臣（2015-2016）
- 中村寛大（2015-2016）
- 栗原祐太（2015-2016）
- 亀﨑光博（2015-2016）
- タイ・アームストロング（2016）
- スタンフォード・ブラウン（2016）

## RBC東京所属選手
- 江黒大樹
- 小野寺龍太郎
- 柴田雅也
- 河相智志
- 渡邉雄吾
- 青野和人
- 早川大史
- 安藤毅
- 梅宮学
- 西村和史
- 小寺裕介